# Percy (familie)
Percy was een Belgisch adellijke familie, oorspronkelijk van Brits katholiek afkomst.

## Genealogie
George Percy (†1817), x Jeanne-Marie Thor Horst (†1809)
- Pierre Percy (zie hierna)
- Jean-Baptiste Percy (°1794 †1869[1]), x Jeanne Van Raemdonck (°1796)
  - Théophile Percy (zie hierna)

## Pierre Percy
Pierre Percy (Aarschot, 2 april 1789 - Brussel, 10 februari 1875), doctor in de rechten, raadsheer bij het hof van beroep in Brussel, werd in 1840 erkend in de erfelijke Belgische adel. Hij trouwde in 1839 met Marie-Madeleine Domis de Semerpont (1800-1874), dochter van Jean-Paul Domis, raadsheer bij het hof van beroep in Gent en van Marie-Augustine de T'Serclaes. Het echtpaar bleef kinderloos.

## Théophile Percy
- Pierre Théophile Percy (Rupelmonde, 24 juli 1825 - Sint-Niklaas-Waas, 12 oktober 1888) was bestuurslid van de kamer van koophandel in Sint-Niklaas. In 1871 werd hij erkend in de erfelijke Belgische adel. Hij was een neef van Pierre Percy en een zoon van Jean-Baptiste Percy en van Jeanne Van Raemdonck. Hij trouwde in 1852 met Marie-Caroline Heyndrickx (1828-1902). Ze hadden acht kinderen, waarvan nageslacht. Théophile werd bijgezet op het kerkhof van Tereken.
  - Henry Percy (1813-1928) trouwde in 1882 in Rotterdam met Celestine De Kuyper (1858-1935). Ze hadden drie kinderen.
    - Théophile Percy (1889-1964), advocaat, trouwde in 1925 in Ekeren met Jeanne de Lattre (1902-1979). Ze hadden vier dochters, die met niet-adellijke burgers trouwden.

De familie Percy is uitgestorven na het overlijden van Théophile in 1964.